# Rušon-See
Der Rušon-See (lettisch: Rušona ezers oder Rušons) ist ein großer See im Osten Lettlands unweit der Stadt Aglona.
Der Glazialsee hat eine stark gegliederte Küstenlinie mit vielen Halbinseln und Ausbuchtungen. Im Norden sind die Ufer bewaldet. Die 34 Inseln auf dem See belegen eine Gesamtfläche von 62,8 Hektar. Bis 1950 wurde der natürliche Ausfluss in die Tartaka verschlossen um ein Wasserkraftwerk an einem künstlichen Kanal zu betreiben.
Im See sind 11 Fischarten konstatiert.